# 卓蘭庄
卓蘭庄為台灣日治時期1920年至1945年間存在之行政區，轄屬新竹州大湖郡。即今苗栗縣卓蘭鎮。

## 行政區劃
卓蘭庄的行政區劃在十二廳時期為新竹廳捒東上堡之罩蘭庄和大坪林庄。1920年10月，上述二庄合併為「卓蘭庄」，罩蘭改稱卓蘭，轄域內分為卓蘭和大坪林二個大字。

## 設施
- 卓蘭役場
- 卓蘭郵便局
- 卓蘭信用購買販賣利用組合
- 卓蘭公學校（今卓蘭國小）